# 康銀壽
康銀壽（1958年—），綽號志明，臺南市人，聚安堂藥廠股份有限公司董事長，也是廣播節目府城之聲台長。

## 經歷
2016年年初，他屬下的聚安堂藥廠股份有限公司涉嫌違反「健康食品管理法」被台南地檢署起訴、偵結。

## 外部連結
- 台灣蘋果日報：誇大食品療效　南市府前顧問移送法辦 （页面存档备份，存于）
- 聯合新聞網：誇大食品療效 「志明」康銀壽緩起訴 （页面存档备份，存于）